# Månadspeng

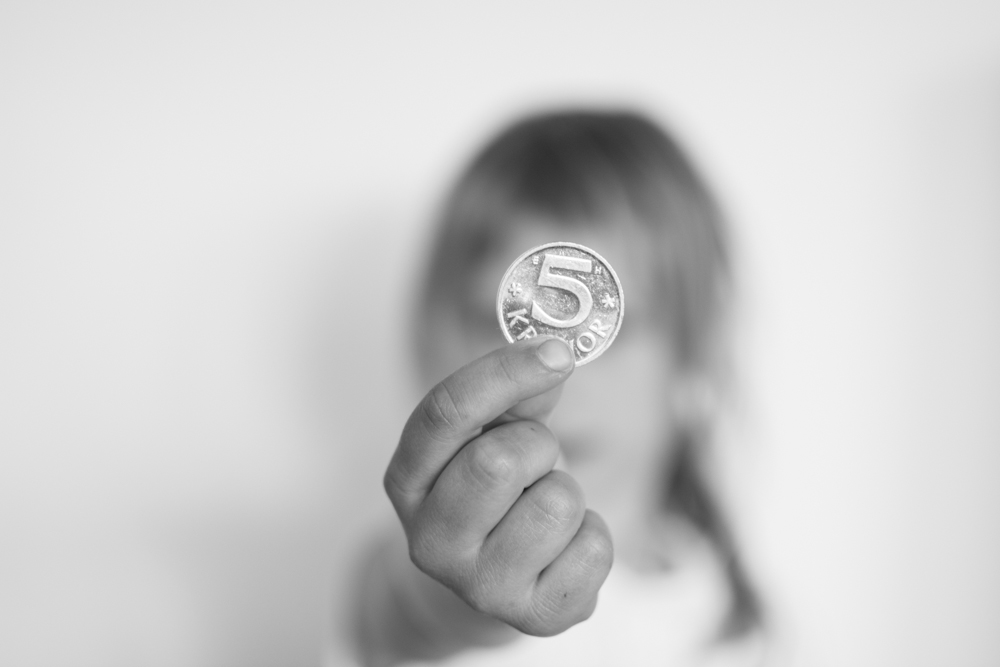
Veckopeng i form av en äldre svensk femkrona.

Månadspeng eller veckopeng är en frivillig och förbestämd fickpeng som vårdnadshavare regelbundet ger sina barn. Syftet är att barnet självt ska kunna välja vad pengarna ska användas till. Ibland krävs någon form av motprestation av barnet för att få pengarna.
Veckopeng eller månadspeng brukar förekomma från 7-10 års ålder tills barnen flyttat hemifrån eller skaffat sig egen försörjning. Yngre barn brukar få veckopeng (betalas ut veckovis) medan äldre barn brukar få månadspeng (betalas ut månadsvis). Månads- eller veckopengen kan exempelvis spenderas på godis, leksaker och nöjesaktiviteter. En högre månadspeng kan även omfatta inköp av kläder.
Fickpengen får barnet fritt använda till inköp eller sparande. Till skillnad från många andra familjeekonomiska ställningstaganden, så kan barnen själva vara med och förhandla fram beloppet tillsammans med vårdnadshavarna. Beloppets storlek beror på faktorer som vårdnadshavarnas ekonomi, hur mycket jämnåriga får, vad pengarna ska räcka till och om det krävs någon motprestation av barnet. Ett syfte med månadspeng eller veckopeng är att barnet ska öva sig på att spara, planera sina inköp och hålla koll på utgifterna. Det viktiga är dock inte att barnet ska klara av att spara eller spendera pengarna väl, utan att det även ska kunna lära sig av misstag som förhastade inköp eller att man inte får nya pengar enbart för att pengarna är slut.
Om en vårdnadshavare blivit ersättningsskyldig på grund av något som barnet orsakat kan vårdnadshavaren dra av skulden från barnets kommande vecko- eller månadspengar.

## Sverige
År 2022 var det 70 procent av barn i åldrarna 7–18 år som fick vecko- eller månadspeng i Sverige.
Swedbanks veckopengsrapport som publicerades i januari 2012 besvarades av 1672 barn i skolåren 1 till 6 (med stöd av vuxna). Den visar att veckopeng är vanligast bland barn under 10 år, månadspeng vanligast bland barn från 11 år och uppåt, medan det bland tioåringar är jämnt fördelat. Ungefär två tredjedelar av alla barn med vecko- eller månadspeng har svarat att de måste hjälpa till hemma för att få sin inkomst. Det är en ökning i jämförelse med tidigare rapporter från 2006 och 2001. Den vanligaste hjälpsysslan är städning av det egna rummet, knappt före diskning/dammsugning/blomvattning.
Sparande för framtiden är vanligt bland både flickor och pojkar som får vecko- eller månadspeng. Det vanligaste inköpet för pengarna som spenderas (läst 2012) är godis, vilket ungefär hälften av barnen lägger delar av pengarna på. Förutom godis konsumerar flickor främst kläder och smink, fika/snabbmat och glass/frukt för vecko-/månadspengarna, medan pojkar främst konsumerar TV- eller datorspel.
I Sverige har det blivit vanligare att barn i stället för månads-/veckopeng får pengar vid behov. Rapporten visar att ungefär ett av tre barn får pengar vid behov i stället för ett regelbundet belopp.
Spridda röster talar om att vecko- och månadspengen är hotad till följd av att Sverige blivit mer kontantlöst. Samtidigt har åldersgränser för bankkort och digitala tjänster försvunnit eller sänkts. Många barn i åldern 10–13 år har ett bankkort. För unga finns även olika elektroniska betaltjänster, som Swish. Ett alternativ är att en vårdnadshavare betalar åt barnet och sedan drar av beloppet från barnets vecko- eller månadspeng.
En del vårdnadshavare skjuter till extrapengar när fickpengen inte räcker till, exempelvis till följd av prishöjningar under ekonomiska kristider. Swedbank avråder från det och ser hellre att vårdnadshavarna höjer det fasta beloppet.